# Kruunupuisto
Kruunupuisto ou centre de réadaptation de Punkaharju (en finnois : Punkaharjun kuntoutuskeskus), anciennement sanatorium de Takaharju (en finnois : Takaharjun parantola) est un centre de réadaptation et un hôtel situés sur l'esker Punkaharju à Savonlinna en Finlande,.

## Présentation
Fondé par Duodecim, il est l'un des premiers sanatoriums pour maladies pulmonaires en Finlande. 
Le sanatorium de Takaharju, conçu par l'architecte Onni Tarjanne, est achevé en 1903.
Le bâtiment principal est en forme de T. La façade Sud faisant face au lac mesure 135 mètres de long. 
À ses extrémités se trouvaient des ailes de trois étages et un bâtiment central de trois étages formant la base de la lettre T au milieu. 
Le style architectural Art nouveau est typique de son époque. 
Cependant, l'architecture simple et rationnelle du bâtiment est inhabituelle pour son époque. 
Le bâtiment présente des caractéristiques de l'architecture hospitalière fonctionnaliste ultérieure,.
Depuis 2003, l'établissement porte le nom de Kruunupuisto – Punkaharjun kuntoutuskeskus.

## Galerie

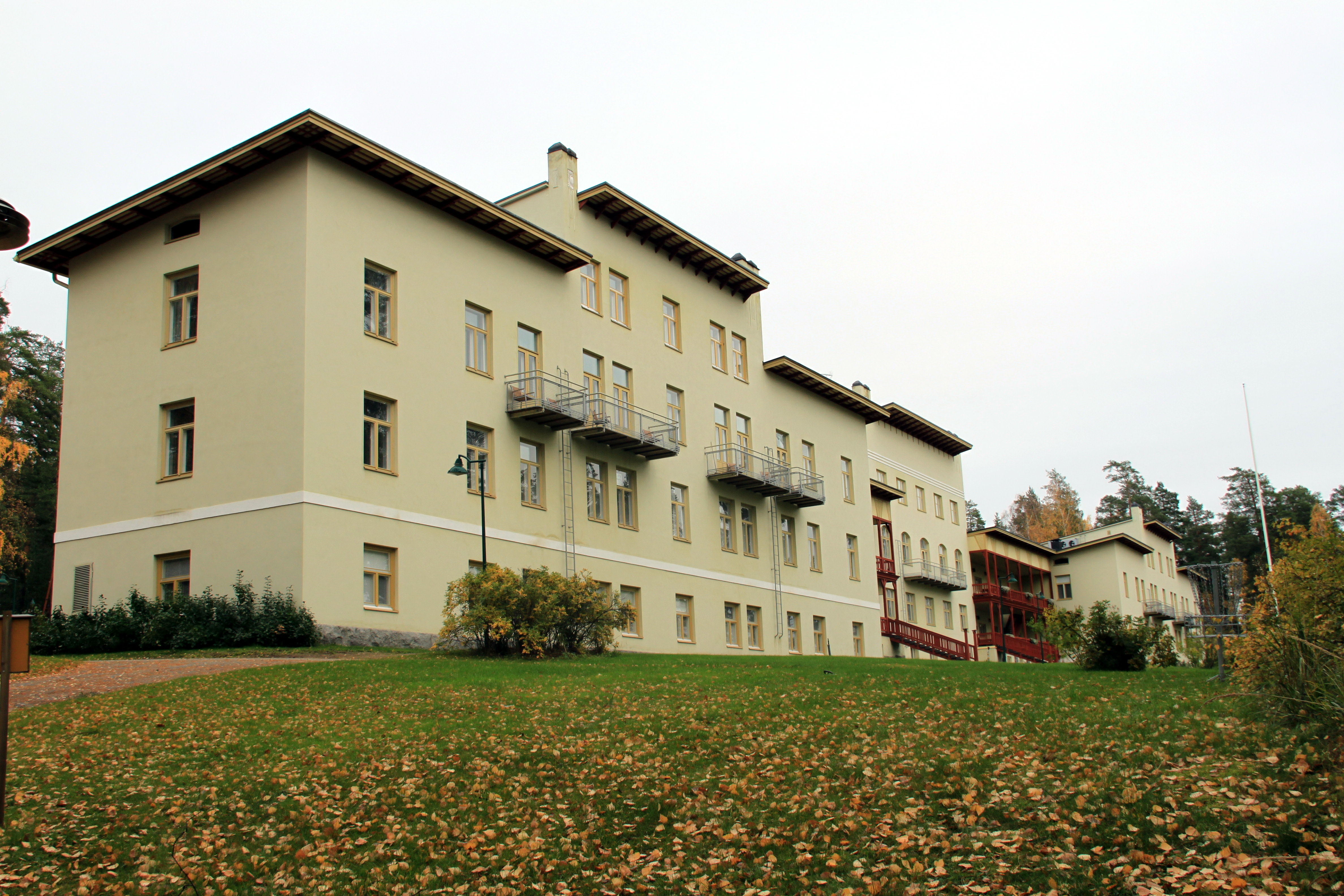
Vue du bâtiment principal.
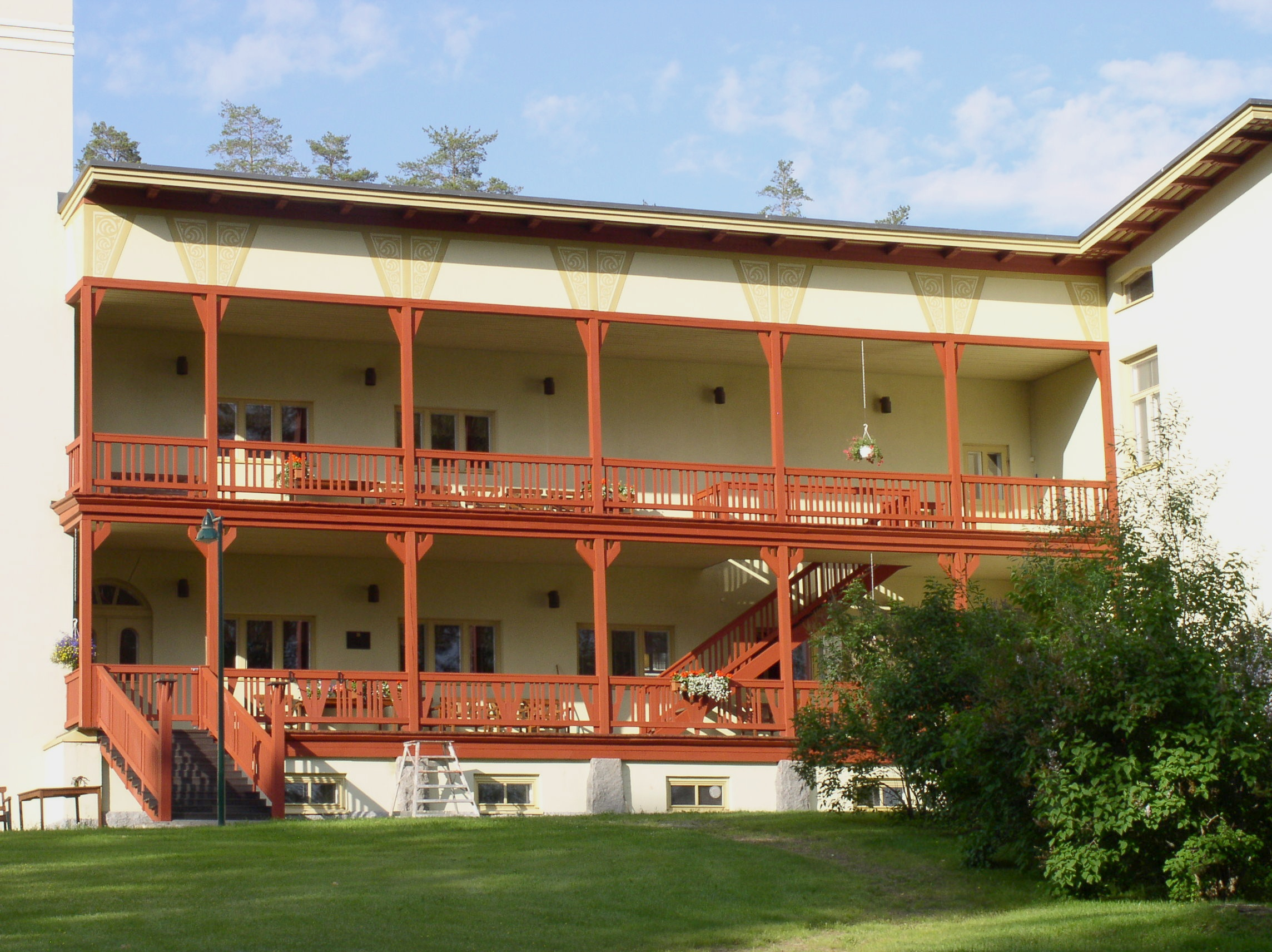
Vue du bâtiment principal.
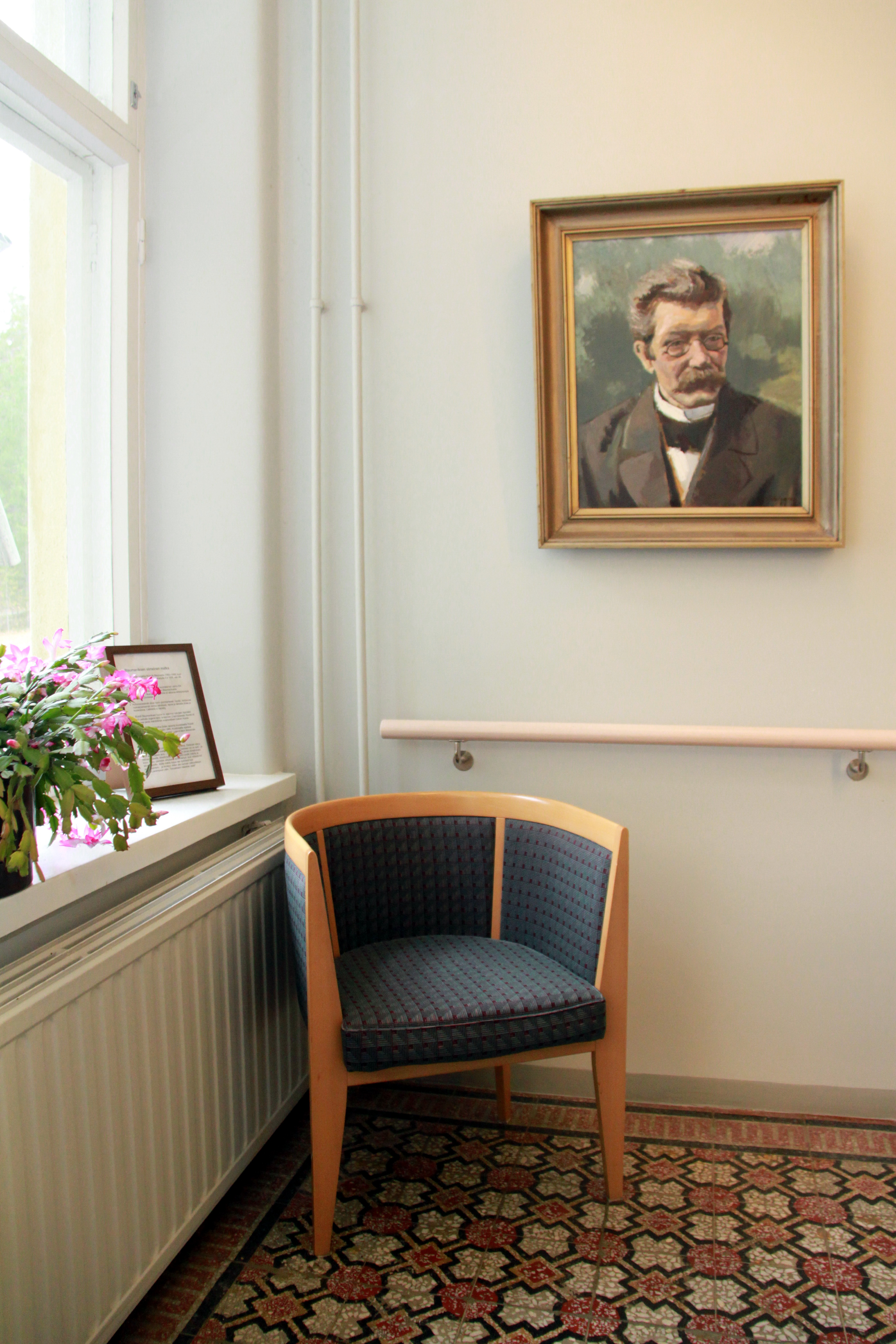
Rūdolfs Blaumanis